# 董庆祚
董庆祚，正白旗人，清朝政治人物。贡生。
董庆祚曾于1702年接替祝锺俊任松江府知府一职，1707年由朱廷植接任。